# 奧蘭多國際機場聯運中心
奧蘭多國際機場聯運中心（英語：Orlando International Airport Intermodal Terminal）又被称作光亮线奥兰多车站、机场南联运中心，是位于美国佛罗里达州奥兰多奥兰多国际机场的多式联运中心。车站由部分佛罗里达州交通部拨款兴建，是连接迈阿密的城际铁路服务光亮线的北侧起迄站。车站站房于2017年11月17日启用，位于奥兰多机场C航站楼东侧，主航站楼南侧1英里处，可通过旅客捷運系統奥兰多国际机场旅客捷运系统（APM）连接；而光亮线服务则于2023年9月22日开通。
车站的结构再利用了已搁置的佛罗里达高速铁路计划：原规划计划沿4號州際公路修建奥兰多至坦帕的铁路，后因时任佛罗里达州长里克·斯科特拒绝联邦政府拨款而被取消。大奥兰多航空管理局在计划取消时已经投入资金改造奥兰多机场设施，包括新建上跨机场南连接公路和计划铁路（现被用作光亮线路线）的滑行道桥、以及能容纳2400辆汽车的停车楼。
未来，大奥兰多的通勤铁路太陽鐵路计划修建长5.5英里（8.9）的机场联络线并在本站设站。同时，车站也是规划中的橙縣轻轨车站。

## 图片

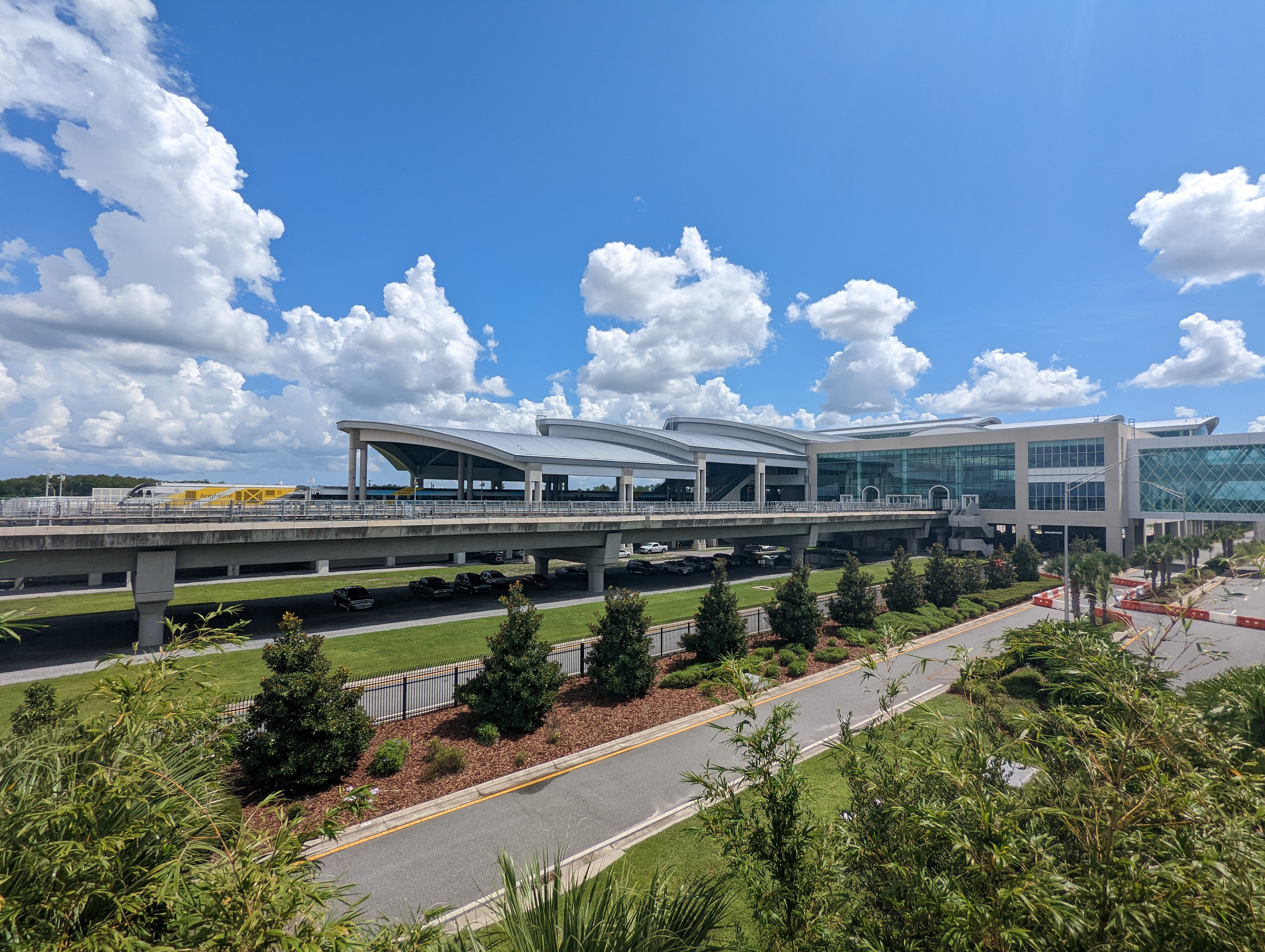
车站远眺
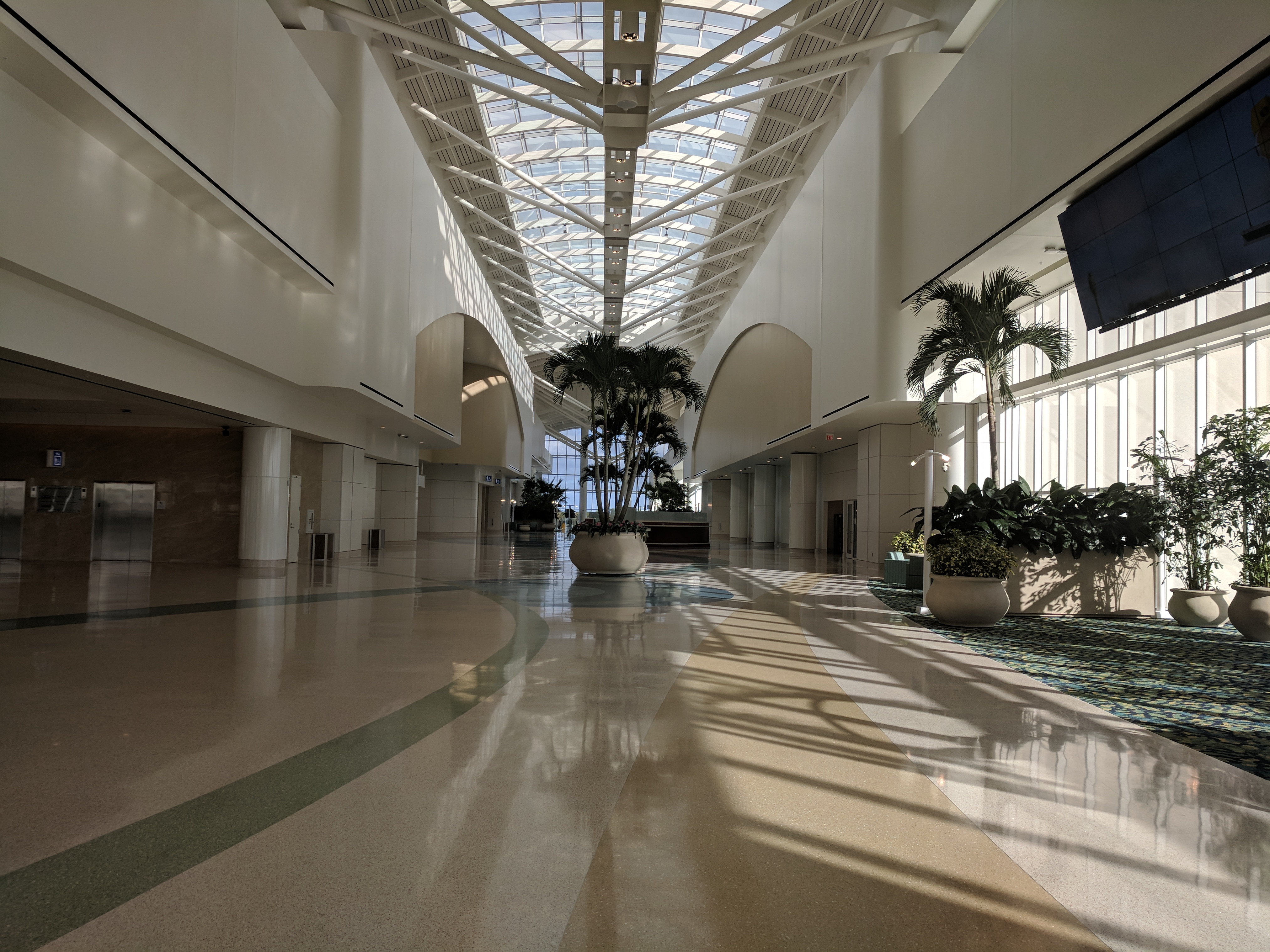
车站站厅
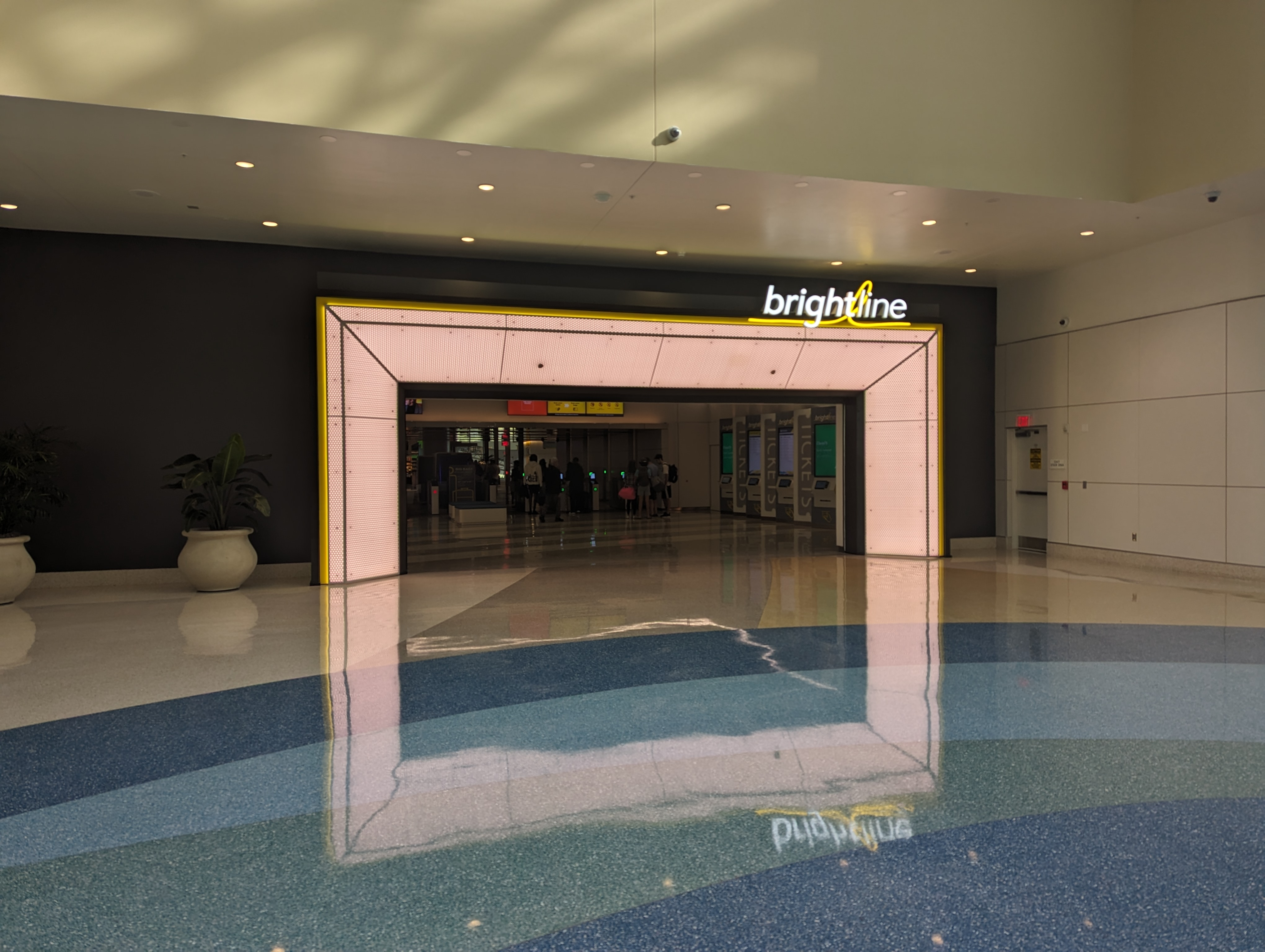
光亮线入口
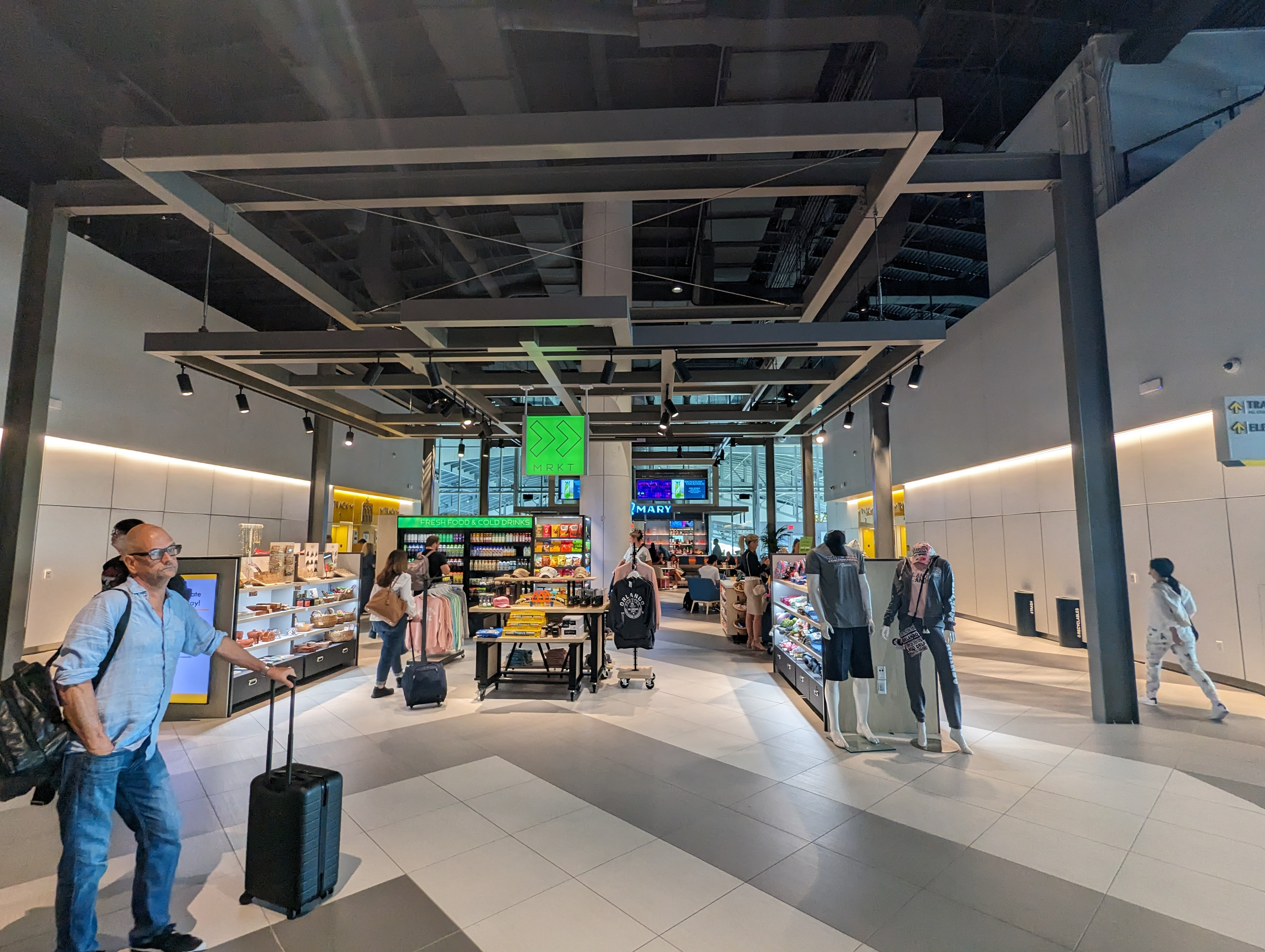
光亮线候车室
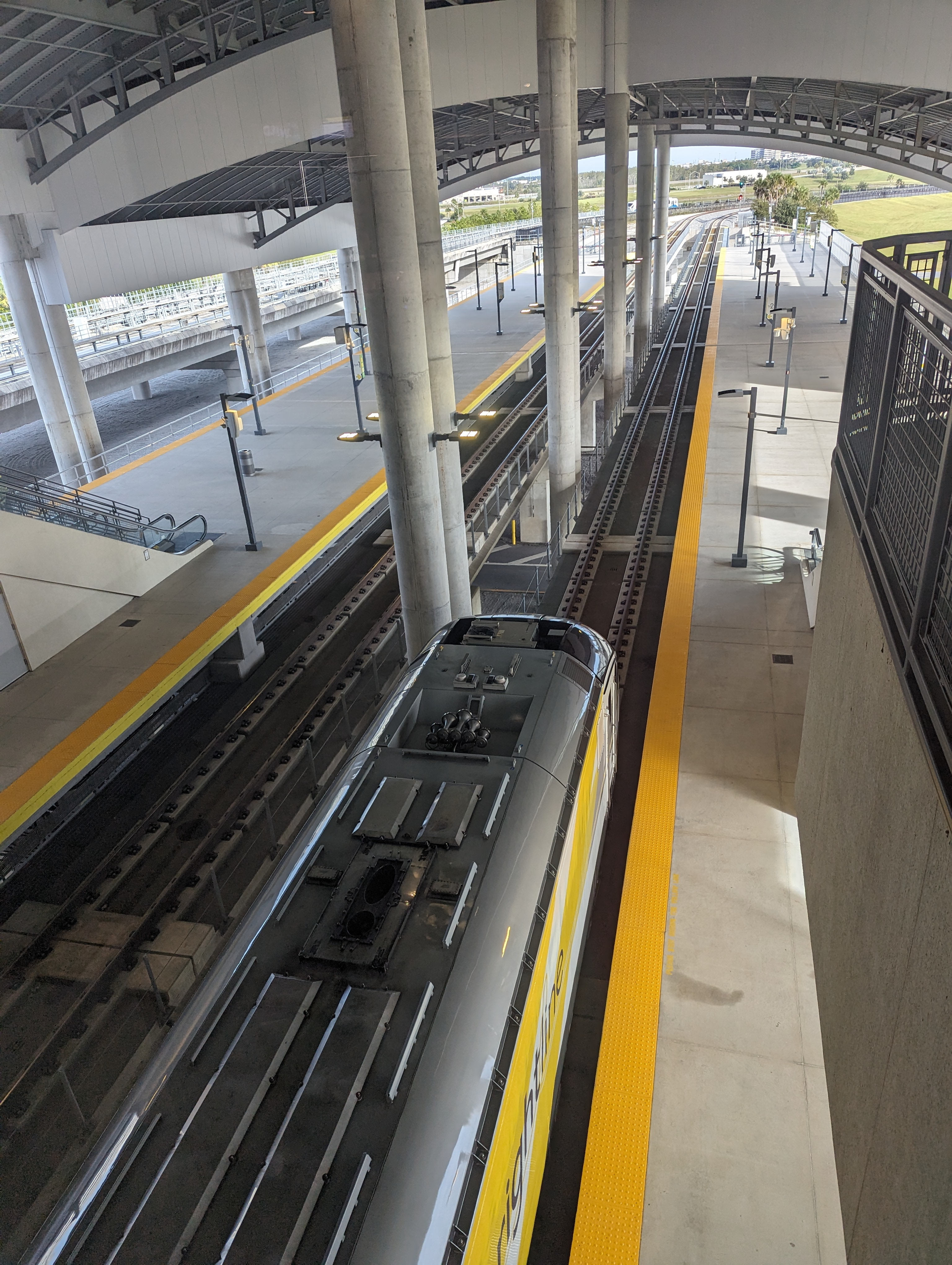
光亮线站台